# 春日井市道風記念館

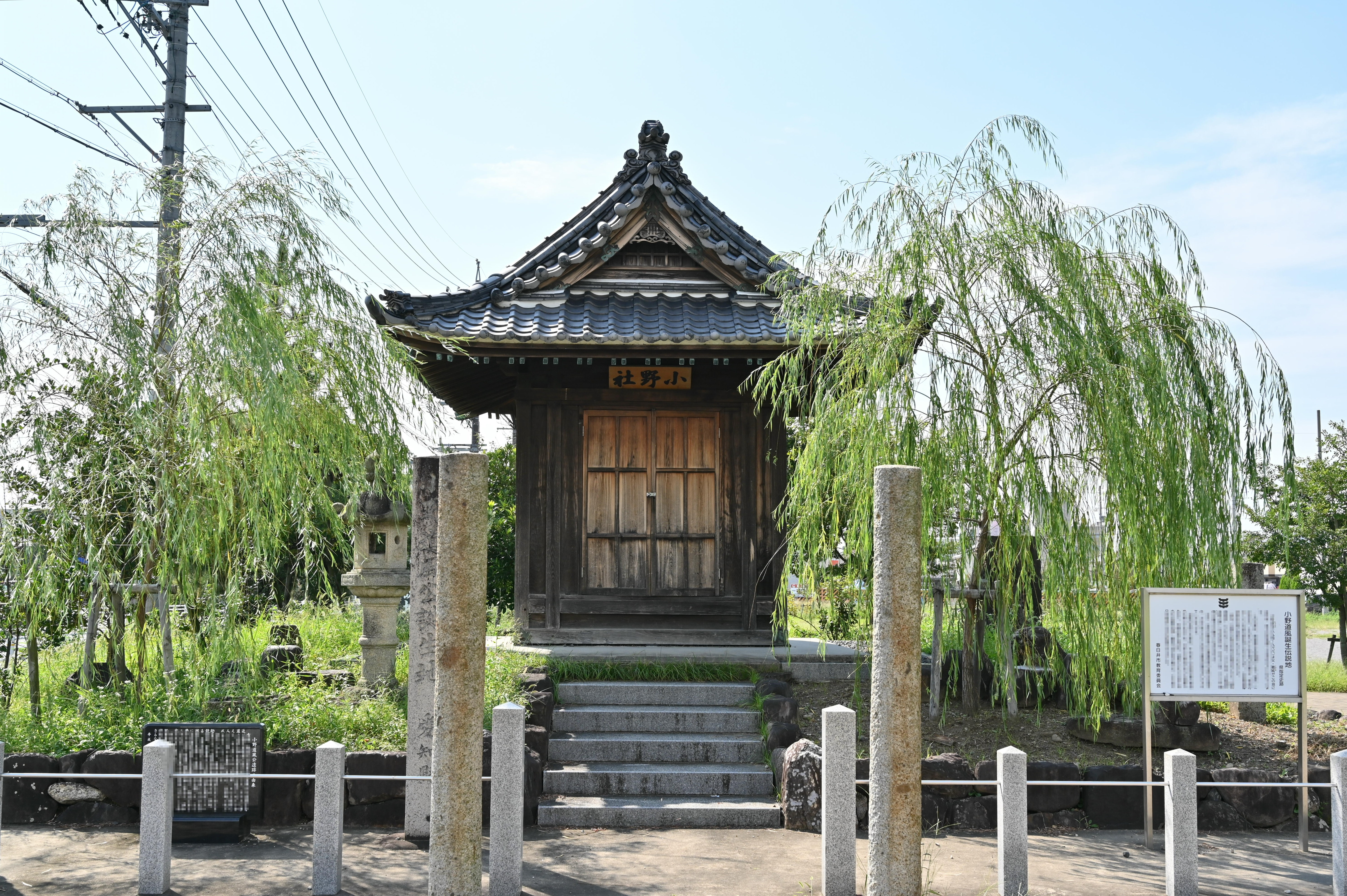
道風記念館の近くにある小野社は、道風の屋敷跡と伝わる。

道風記念館（とうふうきねんかん）は、愛知県春日井市にある書道専門の美術館である。

## 概要
平安時代に活躍した書道家の小野道風は、現在の春日井市域に生まれたと伝えられる。道風の業績の紹介や、道風を含む平安時代の書道家の作品の複製品、書道に関する様々な作品などが展示されている。また、同市出身の書家、藤田東谷・伊藤東海・林楽園の所有していた書道関連の書籍や資料の寄贈を受け、「東谷文庫」「伊藤東海文庫」「林楽園文庫」として公開している。
記念館が建っている場所は、かつて道風の父・小野葛紘が住んだ屋敷があった場所とされている。

## 所在地
- 愛知県春日井市松河戸町5丁目9-3

## 交通手段
- かすがいシティバス：南部線の「道風記念館」停留所下車。
- 名古屋ガイドウェイバスガイドウェイバス志段味線「川村駅」下車、徒歩で約15分。